# Hirky (rejon ripkynski)
Hirky (ukr. Гірки) – osiedle na Ukrainie, w obwodzie czernihowskim, w rejonie ripkynskim. W 2001 roku liczyło 6 mieszkańców.